# La Brée-les-Bains
La Brée-les-Bains – miejscowość i gmina we Francji, w regionie Nowa Akwitania, w departamencie Charente-Maritime.
Według danych na rok 1990 gminę zamieszkiwały 644 osoby, a gęstość zaludnienia wynosiła 89 osób/km² (wśród 1467 gmin regionu Poitou-Charentes La Brée-les-Bains plasuje się na 465. miejscu pod względem liczby ludności, natomiast pod względem powierzchni na miejscu 980.).